# Фатіма Лопіш
Фатіма Лопіш (порт. Fátima Lopes, 8 березня 1981, Фуншал, Португалія) — португальська дизайнерка, власниця бренду «Fátima Lopes» та модельного агентства «FACE MODELS».

## Біографія
Фатіма Лопіш народилася 8 березня 1981 року у Фуншалі. З дитячих років Фатіма почала цікавитися дизайном, а в підлітковому віці почала сама виготовляти одяг тому що була незадоволена наявним у магазинах товаром. Вільно володіючи англійською, французькою та німецькою мовами Лопіш працювала у місцевому туристичному агентстві. Переїхавши до Лісабону у 1990 році Лопіш відкрила бутік «Versos», де продавався одяг переважно іноземних брендів. У 1992 році бутік змінив назву на «Fátima Lopes», було засновано однойменний бренд У вересні цього ж року Фатіма взяла участь у своєму першому показі у Лісабоні, де її творчість отримала схвальні відгуки. У 1994 році дизайнерка представила свою колекцію у Парижі («Salon du Prêt- à-Porter Feminin»), а вже за два роки Лопіш відкрила у столиці Франції свій перший зарубіжний магазин. У грудні 1998 року Фатіма почала керувати модельним агентством «FACE MODELS» (Лісабон). У 2003 році Лопіш відкрила свій перший магазин у США (Лос-Анджелес).